# La Esmeralda de Sevilla
Alfonso Gamero Cruces (Sevilla, 1933-27 de septiembre de 2021), más conocida como La Esmeralda de Sevilla, fue una transformista, humorista y cantante de sevillanas, especialmente activa durante la Transición española.

## Biografía
Proveniente de una familia humilde, La Esmeralda adoptó este nombre en 1948, y trabajó como pintor y sillero hasta que a los veinte años inició su carrera como ayudante de Marifé de Triana.  Se hizo especialmente conocido en Sevilla por sus espectáculos de transformismo de carácter humorístico, así como por las compilaciones de chistes que editó entre 1980 y 1982.
En 1970 creó la venta La Esmeralda, que realizaba espectáculos tanto de transformistas y travestis como de artistas del mundo de la copla. Posteriormente, abrió en la calle Betis el local La Caseta, donde continuó realizando actuaciones. Durante décadas regentó una caseta fija en la Feria de Sevilla. En su humor y espectáculos reivindicó la palabra "maricón", obteniendo una gran popularidad en Sevilla a pesar del contexto represivo de la dictadura franquista. Por ello, ha sido considerada una figura destacada del travestismo en España, que influyó en otras como Estrellita La Cachonda y La Tornillo.
En 1978 editó el álbum de estudio de sevillanas La Esmeralda De Sevilla y Sus Flamencas, del que se extrajo el sencillo "Los Cuatro Novios", y en 1981 protagonizó el documental de Joaquín Arbide La Esmeralda, historia de una vida.
En 2021 falleció con motivo de un ictus, y en 2023 el Ayuntamiento de Sevilla le dedicó una calle en el Distrito Macarena.

## Discografía

### Álbum de estudio
- La Esmeralda De Sevilla y Sus Flamencas (Hispavox, 1978).

### Sencillo
- Los Cuatro Novios (Hispavox, 1978).

## Filmografía

### Cine
- La Esmeralda, historia de una vida (Joaquín Arbide, 1981).
- To er mundo é güeno (Manuel Summers, 1982).

### Televisión
- El perro verde (1988).[22]
- Lo que yo te cante (1994).[22]